# Farap
Farap è la città capoluogo dell'omonimo distretto situato nella provincia di Lebap, in Turkmenistan.